# Sherlock Holmes (serial din 1967)
Sherlock Holmes este un serial polițist german, adaptat după operele literare cu Sherlock Holmes ale lui Sir Arthur Conan Doyle și produs de canalul de televiziune WDR în anul 1967. El este format din șase episoade difuzate în perioada 1967-1968.

## Cuprins
Rolurile principale din acest serial polițist clasic au fost interpretate de Erich Schellow (Sherlock Holmes) și Paul Edwin Roth (dr. Watson). Toate cele șase episoade au fost regizate de Paul May. Scenariile sunt toate luate de la scenariști de limbă engleză, care le-au scris inițial pentru serialul omonim produs de BBC și au fost traduse în limba germană după filmarea din Marea Britanie. O sincronizare a serialului BBC nu a fost legal posibilă, așa că au trebuit să vină în RFG ca un film independent, ca și miniserialul lui Francis Durbridge. Toate cele șase episoade au fost filmate în întregime în studio, inclusiv scenele în aer liber. Episoadele au fost difuzate numai în zile de duminică. 

## Distribuție
- Erich Schellow - Sherlock Holmes
- Paul Edwin Roth - Dr. Watson
- Manja Kafka - Doamna Hudson
- Hans Schellbach - Inspectorul Lestrade
- Hans Cossy - Mycroft Holmes

## Episoade
| Nr. | Titlu                       | Difuzare          |
| --- | --------------------------- | ----------------- |
| 1   | Das gefleckte Band          | 1 octombrie 1967  |
| 2   | Sechsmal Napoleon           | 5 noiembrie 1967  |
| 3   | Die Liga der Rothaarigen    | 10 decembrie 1967 |
| 4   | Die Bruce-Partington-Pläne  | 21 ianuarie 1968  |
| 5   | Das Beryll-Diadem           | 11 februarie 1968 |
| 6   | Das Haus bei den Blutbuchen | 18 martie 1968    |